# Ji Yun-nam
Ji Yun-nam (en coreano: 지윤남; nacido el 20 de noviembre de 1976) es un exfutbolista norcoreano que se desempeñaba como Centrocampista en el April 25 de la Liga de fútbol de Corea del Norte. Es especialmente recordado por marcarle un gol a la selección de Brasil en la Copa Mundial de Fútbol de 2010.

## Selección nacional
Ha sido internacional con la Selección de fútbol de Corea del Norte, ha jugado 26 partidos internacionales y ha marcado 3 goles.
Ji apareció para su selección en ocho partidos clasificatorios de la Copa Mundial de la FIFA. En principio mediocampista, juega de defensor izquierdo para el equipo nacional. 
Su gol más famoso fue ante Brasil en la fase de grupos de la Copa Mundial de Fútbol de 2010. El partido terminó 2–1 en favor de Brasil.

### Participaciones en Copas del Mundo
| Mundial                        | Sede      | Resultado    | Partidos | Goles |
| ------------------------------ | --------- | ------------ | -------- | ----- |
| Copa Mundial de Fútbol de 2010 | Sudáfrica | Primera Fase | 3        | 1     |

### Goles
| # | Fecha                 | Lugar de encuentro       | Rival  | Goles | Resultado | Competición                    |
| - | --------------------- | ------------------------ | ------ | ----- | --------- | ------------------------------ |
| 1 | 23 de febrero de 2008 | Chongqing, China         | China  | 1-3   | Perdido   | Copa del Este de Asia 2008     |
| 2 | 15 de junio de 2010   | Johannesburgo, Sudáfrica | Brasil | 1-2   | Perdido   | Copa Mundial de Fútbol de 2010 |

## Clubes
| Club     | País            | Año       |
| -------- | --------------- | --------- |
| April 25 | Corea del Norte | 2004-2016 |